# Tobias Angerer
Pour les articles homonymes, voir Angerer.
Tobias Angerer, né le 12 avril 1977 à Traunstein, est un fondeur allemand. Il est quatre fois médaillés aux Jeux olympiques d'hiver, deux médailles d'argent, avec le relais quatre fois dix kilomètres en 2006 et lors de la poursuite en 2010, et deux de bronze, le relais en 2002 et le quinze kilomètres classique en 2006. Il remporte sept médailles en Championnats du monde, quatre d'argent et trois de bronze. Il remporte quatre globes de cristal, deux attribués au vainqueur de la Coupe du monde, lors des saisons 2005-2006 et 2006-2007, saisons où il remporte également le classement des courses longues distances.

## Biographie

### Carrière sportive

#### Débuts et première médaille olympique
Il participe à sa première course FIS en décembre 1997 à Goms/Ulrichen où il termine à la quatorzième  place d'un quinze kilomètres classique.  Lors de cette saison, il participe à des courses FIS et de la Coupe continentale. Il obtient sa première victoire à Breitnau lors d'un quinze kilomètres classique. Il fait ses débuts lors de la saison suivante sur le circuit de la Coupe continentale, obtenant une deuxième place. Le 27 décembre 1998, il prend son premier départ en Coupe du monde à Garmisch-Partenkirchen où il termine 22e d'un sprint libre. Lors de cette saison, il est présent sur deux autres courses de coupe du monde, terminant 71e d'un quinze kilomètres classique et 65e d'un dix kilomètres libre. Lors de la saison 1999-2000, il dispute ses premières courses en Coupe du monde, puis se consacre principalement aux circuits de la Coupe continentale et en coupe FIS, obtenant des podiums à Rumford, une deuxième et une troisième place, une deuxième place à Garmisch-Partenkirchen, une troisième place à Pello, et deux deuxièmes places, à Yllaes et Ylitornio.
Lors de la saison suivante, il continue d'alterner les courses sur les trois circuits. Il obtient trois victoires, une en Coupe continentale à Campra et deux en course FIS, à Tegernsee et Hohenzollern-Skistadion. Il obtient également trois troisièmes places. Son meilleur résultat en Coupe du monde est une dix-septième place sur le soixante kilomètres de Kuopio. En 2001-2002, il commence sa saison en course FIS, obtenant notamment une deuxième place, puis se consacre à la Coupe du monde où il obtient un Top 10 en terminant septième d'un sprint libre à Garmisch-Partenkirchen. Il obtient également une première place à Westfeld lors d'une course FIS. Il est retenu sein de l'équipe allemande pour participer à sa première édition des Jeux olympiques d'hiver, à Salt Lake City. Lors de sa première course des compétitions olympiques, un trente kilomètres libre disputé en mass-start ou course en ligne, il termine 33e, le titre étant remporté par l'Autrichien Christian Hoffmann. Lors de la poursuite,. Il termine finalement 23e d'une course initialement remportée par l'Espagnol Johann Mühlegg, le titre étant finalement attribué aux Norvégiens Thomas Alsgaard et Frode Estil,. Il est le troisième relayeur de l'équipe allemande, également composée de Jens Filbrich, Andreas Schlütter et René Sommerfeldt qui termine troisième du quatre fois cinq kilomètres, derrière la Norvège et l'Italie. Lors de la dernière épreuve à laquelle il participe, le sprint, il termine septième. Après les Jeux, il obtient deux podiums en relais, une troisième place à Falun lors d'un quatre fois dix kilomètres et une deuxième place en sprint par équipes avec René Sommerfeldt. Lors de la dernière course de la saison, il obtient une sixième place lors du cinquante kilomètres d'Oslo.

#### 2003-2005
Tobias Angerer commence sa saison 2002-2003 par une dixième place lors d'une course de coupe du monde, un sprint libre à Duesseldorf. Après une quatrième place lors d'une course FIS, il se cantonne au circuit de la Coupe du monde, obtenant un podium avec le relais allemand à Kiruna. Il obtient son premier podium individuel en coupe du monde lors de la poursuite de Ramsau, deux fois dix kilomètres, derrière son compatriote Axel Teichmann et le Suédois Anders Södergren. Cinquième de la course suivante, un dix kilomètres à Kavgolovo, il obtient deux podiums avec le relais allemand, puis une troisième place du sprint libre derrière Cristian Zorzi à Reit im Winkl et un nouveau podium en relais. Lors des Mondiaux 2003 de Val di Fiemme, il termine 60e de la poursuite puis termine quatrième du sprint, derrière Thobias Fredriksson, Håvard Bjerkeli et Tor Arne Hetland. Non retenu au sein du relais allemand qui remporte la médaille d'argent, il termine 36e de la dernière épreuve, le cinquante kilomètres. Il termine ensuite sa saison sur le circuit de la coupe du monde où il termine treizième du classement général.
La quasi-totalité totalité des courses disputées par Angerer lors de la saison 2003-2004 sont issues du circuit de la Coupe du monde. Il remporte toutefois une course FIS en début de saison à Muonio. Après une deuxième place à Duesseldorf lors d'un sprint par équipes, il participe à la victoire du relais allemand los du quatre fois dix kilomètres de Beitostølen. Ce relais allemand est ensuite deuxième à Davos. fin décembre, il est troisième à Ramsau sur un dix kilomètres libre. Lors de la course suivante, début janvier à Falun, il s'impose sur une poursuite devant l'Italien Pietro Piller Cottrer et Jens Filbrich. Cette première place constitue sa première victoire sur le circuit de la Coupe du monde. Il remporte un nouveau relais à Otepää. Lors de l'étape de La Clusaz, le relais allemand termine une nouvelle fois sur le podium avec une deuxième place derrière la France,. Il est aussi troisième d'un sprint par équipes à Oberstdorf. Il termine quatrième de la Coupe du monde, derrière René Sommerfeldt, Mathias Fredriksson et Jens Arne Svartedal.
Dès la première étape de la coupe du monde 2004-2005, à Duesseldorf, il obtient un podium, avec Axel Teichmann sur un sprint par équipes. Après deux deuxièmes places à Muonio dans des courses FIS, il participe à la victoire du relais allemand lors de l'étape de Gällivare. C'est de nouveau avec ce relais qu'il son meilleur résultat lors des courses suivantes avec une cinquième place à Lago di Tesero. À Nové Město na Moravě, en janvier, il retrouve une place sur un podium individuel en terminant troisième du quinze kilomètres libre, course remportée par Vincent Vittoz devant l'Autrichien Christian Hoffmann. Lors des Mondiaux d'Oberstdorf, il commence sa compétition par une 19e place du quinze kilomètres libre. Il dispute ensuite la poursuite, terminant 17e. Lors du relais, où il est associé à Jens Filbrich, Andreas Schlütter et Axel Teichmann, il termine deuxième derrière la Norvège. Lors de sa fin de saison, il obtient une deuxième place du trente kilomètres de Falun. Il termine de nouveau quatrième de la Coupe du monde, derrière son compatriote Axel Teichmann, le Français Vincent Vittoz et Tor Arne Hetland. Il termine sur le podium des courses de distance, derrière Teichmann et Vittoz.

### 2006: gros globe de cristal et deux médailles olympiques
Quatrième d'un sprint par équipes, il remporte une course FIS à Muonio puis un relais en Coupe du monde à Beitostoelen. Il enchaîne la semaine suivante par une victoire lors du quinze kilomètres classique de Kuusamo, devant Jens Arne Svartedal et Jens Filbrich. Le lendemain, il est troisième sur la même distance, mais en style libre, devancé par Tore Ruud Hofstad et Vincent Vittoz. Il remporte la course suivante, une poursuite disputée à Vernon, devant quatre autres fondeurs allemands, Teichmann, Andreas Schlütter, Jens Filbrich et René Sommerfeldt. Sur le site de Canmore, il est troisième d'un quinze kilomètres puis il remporte deux jours tard un trente kilomètres départ en ligne devant le Norvégien Frode Estil et Jens Filbrich. Il doit ensuite attendre l'étape de Lago di Tesero pour retrouver une place sur le podium : il s'impose sur un trente kilomètres départ en ligne, devant Eugeni Dementiev et Pietro Piller Cottrer, puis  termine deuxième avec le relais allemand. Il enchaîne en remportant la poursuite d'Oberstdorf devant Anders Soedergren.
La poursuite est la première épreuve de ski de fond des Jeux olympiques de Turin. Angerer termine à la douzième place, le titre étant remporté par le Russe Eugeni Dementiev. Lors du quinze kilomètres classique, il occupe la première place lors du passage intermédiaire, puis termine troisième derrière le Finlandais Andrus Veerpalu et le Tchèque Lukáš Bauer. Quatrième relayeur allemand, derrière Andreas Schlütter, Jens Filbrich et René Sommerfeldt, il permet à son équipe de terminer deuxième à un peu plus de quinze secondes de l'Italie, en devançant la Suède au sprint. Lors du cinquante kilomètres, remporté par l'Italien Giorgio Di Centa, il termine 24e. Après les compétitions olympiques, il obtient deux podiums, une deuxième place lors d'une poursuite à Falun et une troisième place en sprint par équipes à Sapporo. Avec 829 points, il remporte le classement général de la coupe du monde, devant les Norvégiens Jens Arne Svartedal et Tor Arne Hetland. Il domine également le classement des courses de distance.

### 2007: vainqueur de la Coupe du monde et du Tour de ski

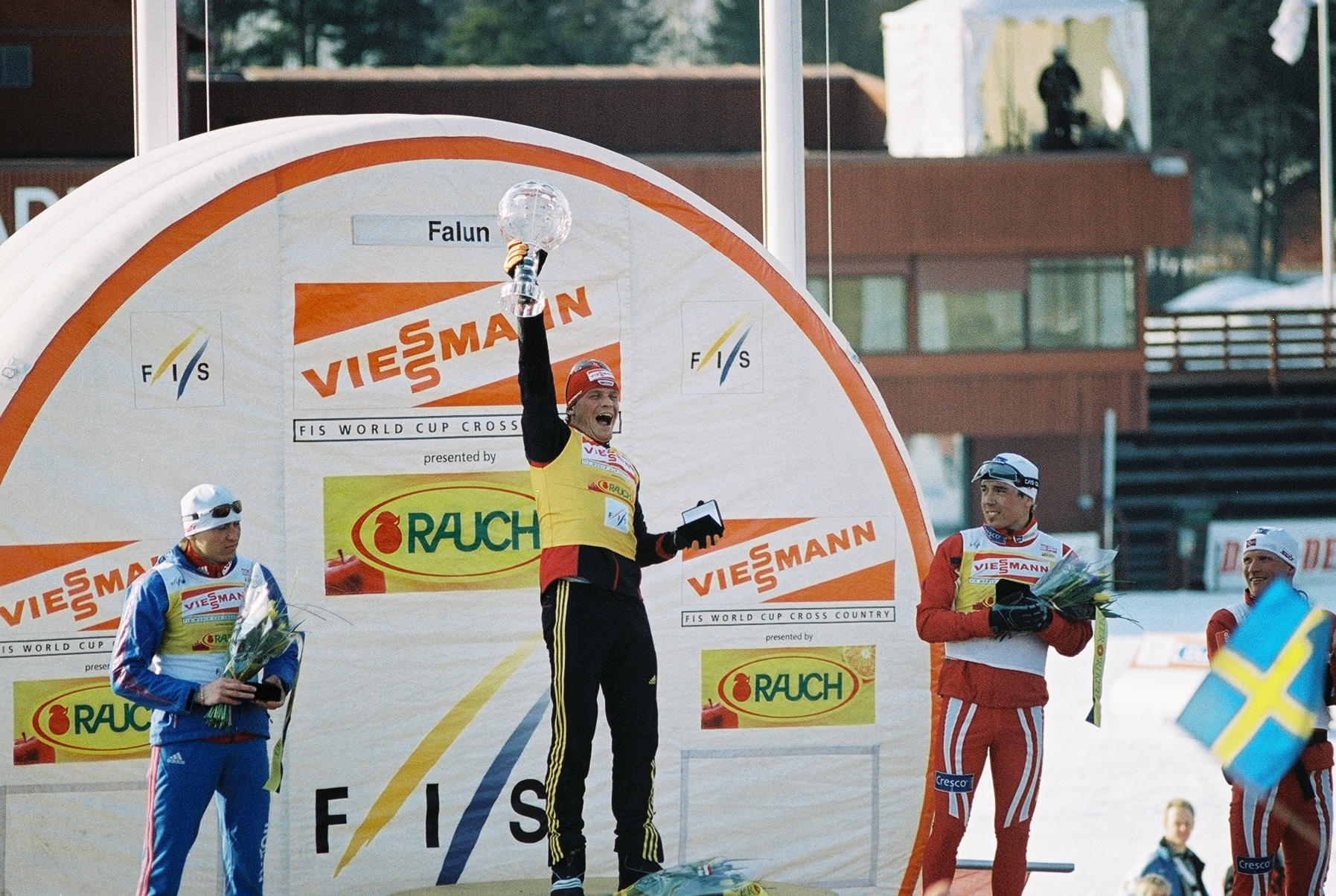
Tobias Angerer, vainqueur de la coupe du monde 2006-2007.

Comme les saisons passées, Angerer commence sa saison à Düsseldorf puis Muonio où il obtient une nouvelle victoire dans une course FIS. À Gällivare, il remporte le quatre fois dix kilomètres, puis il remporte le trente kilomètres libre mass-start de La Clusaz, devant les Russes Alexander Legkov et Eugeni Dementiev. Lors de cette étape, il est également troisième avec le relais allemand. Cette Coupe du monde 2006-2007 présente une nouveauté avec le Tour de ski, course par étapes disputées pour cette édition en Allemagne et en Italie. Éliminé dès les qualifications lors du sprint inaugural de Munich, il termine troisième de la poursuite d'Oberstdorf où il termine également à cette place lors du quinze kilomètres classique du lendemain, prenant la tête du classement. Demi-finaliste du sprint d'Asiago, il termine à la cinquième place d'un trente kilomètres classique mass-start Val di Fiemme. Au terme de la dernière course, une montée finale de l'Alpe Cermis, il conserve sa première place au classement général de l'épreuve où il s'impose devant le Russe Alexander Legkov et le Norvégien Simen Oestensen,. Il ontient ensuite deux troisièmes place à Rybinsk, un trente kilomètres classique et un sprint libre. Il remporte la dernière épreuve avant les mondiaux, un quinze kilomètres libre à Changchun devant Vincent Vittoz.
Pour ces mondiaux, disputés à Sapporo, Angerer dispute sa première épreuve lors du sprint par équipes, avec Axel Teichmann, le duo allemand terminant quatrième derrière l'Italie, la Russie et la République tchèque. Lors de la poursuite, il est devancé par Axel Teichmann, Pietro Piller Cottrer obtenant la médaille de bronze. Angerer obtient une nouvelle médaille, le bronze, en réalisant le troisième temps du quinze kilomètres libre, le Norvégien Lars Berger s'imposant devant le Biélorusse Leanid Karneyenka. Le relais allemand termine quatrième du quatre fois dix kilomètres remporté par la Norvège devant la Russie et la Suède. Lors de la course finale, le cinquante kilomètres, il termine au quatrième rang derrière les Norvégiens Odd-Bjørn Hjelmeset et Frode Estil et son compatriote Jens Filbrich. Il termine sa saison par une victoire à Falun sur un trente kilomètres. Il remporte pour la deuxième fois le classement général de la Coupe du monde avec 1 131 points, devant Alexander Legkov et Eldar Rønning.

### 2008-2010
La saison suivante de Tobias Angerer est moins réussie en termes de résultats. Il obtient deux Top 5 en relais, à Beitostølen avec une cinquième place, et à Falun, quatrième. Dans les courses individuelles, il obtient une quatrième place à Canmore lors d'un trente kilomètres. Sur le tour de ski, il termine quatorzième du classement final, obtenant trois fois des places dans les dix premiers. Il termine à la seizième place du classement général de la Coupe du monde. Après cette saison, il participe aux championnats du monde militaire à Hochfilzen où il termine deuxième derrière Vincent Vittoz,. Il termine seizième de la coupe du monde.
Angerer renoue avec la victoire en s'imposant dans la course FIS de Muonio. La semaine suivante, il obtient une troisième place avec le relais allemand à Gaellivare. Lors du tour de ski 2008-2009, son meilleur résultat est une cinquième place à Oberhof lors d'un quinze kilomètres classique. Il abandonne avant les deux dernières courses disputées à Val di Fiemme. Fin janvier, il remporte de nouveau une victoire en coupe du monde en s'imposant à Rybinsk sur le quinze kilomètres libre mass-start. Aux mondiaux de Liberec, il termine neuvième du quinze kilomètres classique, puis septième de la poursuite. Il est ensuite associé à Axel Teichmann sur le sprint par équipes, ce duo obtenant la médaille d'argent derrière la paire norvégienne composée de Johan Kjølstad et Ola Vigen Hattestad. Les deux allemands sont associés à Jens Filbrich et Jens Filbrich lors du quatre fois dix kilomètres. Ils terminent à la deuxième place, derrière la Norvège et devant la Finlande. Sur le cinquante kilomètres, il termine troisième, derrière le Norvégien Petter Northug et le Russe Maxim Vylegzhanin. Peu après les mondiaux, il termine deuxième à Trondheim sur un cinquante kilomètres classique, derrière le Finlandais Sami Jauhojaervi. La saison de coupe du monde se termine par la deuxième édition d'une course par étapes, les Finales. Il y obtient une troisième place à Falun lors d'un vingt kilomètres poursuite, puis termine finalement septième au classement final. Il termine quinzième de la coupe du monde.

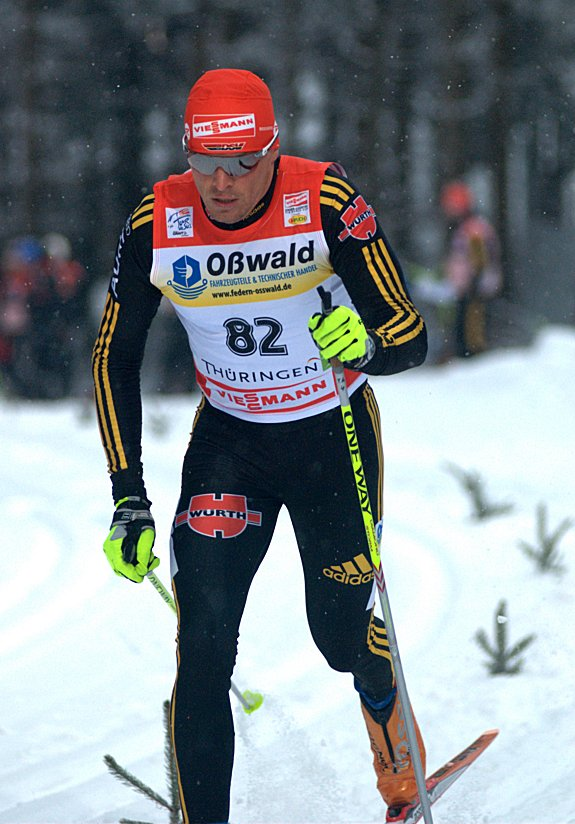
Tobias Angerer, sur le tour de ski 2010.

Troisième du relais de début de saison à Beitosølen, il obtient une deuxième place à Rogla sur un sprint classique, derrière Petter Northug. Il participe, puis abandonne lors du tour de ski 2009-2010 avant le départ de la septième étape. Il obtient une deuxième place dors du 42 kilomètres de la coupe Marathon à Lienz. Pour les Jeux de Vancouver, les épreuves de ski de fond se déroulent à Whistler. Septième lors du quinze kilomètres, à 42 secondes du vainqueur le Suisse Dario Cologna, il remporte ensuite la médaille d'argent de la poursuite derrière le Suédois Marcus Hellner et devant un autre Suédois, Johan Olsson. Le relais allemand termine sixième du quatre fois dix kilomètres. Angere termine sa compétition avec une quatrième place, à une seconde et demi du vainqueur Petter Northug. Troisième d'un relais à Lahti, il termine sa saison sur une septième au classement final lors des Finales où son meilleur résultat est une deuxième place à Falun. Il termine quatorzième de la coupe du monde.

### 2011-2014: fin de carrière
Deuxième à Muonio lors de sa première course, Angerer termine 23e à Kuusamo lors du Nordic Opening, mini-tour lançant le début de la coupe du monde. Il commence le tour de ski où il abandonne dès la première étape, après le prologue, disputée à Oberhof. Il obtient ensuite une quatrième place à Rybinsk, où il termine aussi troisième en relais. Lors des mondiaux d'Oslo, il termine huitième de la poursuite puis neuvième du quinze kilomètres classique. Lors du relais, l'Allemagne composée de Jens Filbrich, Axel Teichmann, Franz Göring et Angerer termine troisième derrière la Norvège et la Suède. Sur le cinquante kilomètres, remporté à domicile par Petter Northug, Angerer termine à la sixième place. Angerer participe aux Finales, compétition dont il termine à la 19e place et finit au 41e rang du classement général de la Coupe du monde. Il termine sa saison sur des courses FIS où il n'obtient pas de victoires. 
Seizième du Nordic Opening, il termine ensuite à la onzième place du classement final du tour de ski. Il obtient son meilleur résultat de la saison sur le quinze kilomètres de Rybinsk en prenant la troisième place avant de terminer également troisième avec le relais sur le même site. Il participe en fin de saison aux finales, obtenant une 17e place au classement final. Il termine onzième de la coupe du monde.
En mai 2012, il quitte Rossignol pour la marque autrichienne de Fisher. Après une 26e place au classement final du Nordic Opening, il obtient son meilleur résultat à Canmore avec une troisième lors d'un quinze kilomètres classique. Lors de cette étape, il est également quatrième de la poursuite. Il termine ensuite au quinzième rang du classement final du tour de ski. Peu avant les championnats du monde, il termine troisième lors d'un sprint par équipes à Sotchi. Les mondiaux se déroule à Val di Fiemme. Il termine à la neuvième place du skiathlon, puis 42e du quinze kilomètres libre. Le relais allemand termine septième du quatre fois dix kilomètres. Il participe également au cinquante kilomètres où il termine à la treizième place. En fin de saison, il termine à la 24e place des Finales. Il termine quatorzième de la coupe du monde.
Lors des courses FIS de Muonio, son meilleur résultat est une douzième place. Il termine ensuite à la 56e place du Nordic Opening. Il est également présent au départ du Tour de ski où il abandonne en ne prenant pas le départ de la cinquième étape, la traversée entre Cortina d'Ampezzo et Toblach longue de 35 kilomètres. Il termine ensuite sixième à Szklarska Poreba lors d'un quinze kilomètres classique. Lors des Jeux olympiques de Sotchi, il termine quatorzième de la poursuite et neuvième du relais. Il participe ensuite au cinquante kilomètres classique d'Oslo où il termine 45e, pour sa dernière apparition dans le sport.

### Vie personnelle
Son oncle Anton et sa sœur Kathrin sont des biathlètes de haut niveau.
Il donne naissance à une fille en 2008 en compagnie de Romy Groß, aussi biathlète.

## Palmarès

### Jeux olympiques
Tobias Angerer participe à quatre éditions des Jeux olympiques d'hiver, de 2002 à Salt Lake City à 2014 à Sotchi. Il remporte quatre médailles : deux d'argent, le relais des Jeux de 2006 à Turin et la poursuite en 2010 à Vancouver et deux de bronze, le relais des Jeux de 2010 à Salt Lake City et le quinze kilomètres classique kilomètres en 2006.
| Épreuve / Édition   | Sprint                           | Sprint                           | 15 km                            | 15 km                               | Poursuite / Skiathlon 2 × 15 km    | 30 km                            | 50 km | Relais                           | Relais                              |
| Épreuve / Édition   | libre                            | classique                        | libre                            | classique                           | Poursuite / Skiathlon 2 × 15 km    | 30 km                            | 50 km | Sprint                           | 4 × 10 km                           |
| 2002 Salt Lake City | 7e                               | 7e                               | Épreuve inexistante à cette date | —                                   | 23e                                | 33e                              | —     | Épreuve inexistante à cette date | Médaille de bronze, Jeux olympiques |
| 2006 Turin          | —                                | Épreuve inexistante à cette date | Épreuve inexistante à cette date | Médaille de bronze, Jeux olympiques | 12e                                | Épreuve inexistante à cette date | 24e   | —                                | Médaille d'argent, Jeux olympiques  |
| 2010 Vancouver      | Épreuve inexistante à cette date | —                                | 7e                               | Épreuve inexistante à cette date    | Médaille d'argent, Jeux olympiques | Épreuve inexistante à cette date | 4e    | —                                | 6e                                  |
| 2014 Sotchi         | —                                | Épreuve inexistante à cette date | Épreuve inexistante à cette date | —                                   | 14e                                | Épreuve inexistante à cette date | —     | —                                | 9e                                  |

Légende :
- : deuxième place, médaille d'argent
- : troisième place, médaille de bronze
- : pas d'épreuve
- — : non disputée par Angerer

### Championnats du monde
Tobias Angerer participe à six éditions des Championnats du monde, entre les mondiaux 2003 disputés à Val di Fiemme et les mondiaux 2013 également disputés sur ce même site. Médaillé d'argent avec le relais allemand sur le quatre fois dix kilomètres à Oberstdorf en 2005, il obtient deux médailles en Mondiaux 2007 à Sapporo, l'argent de la poursuite et le bronze sur le quinze kilomètres libre. En 2009 à Liberec, il remporte les médailles d'argent du sprint par équipes et du relais, et le bronze du cinquante kilomètres. Il obtient sa septième et dernière médaille mondiale en 2011 à Oslo où il remporte le bronze avec le relais.
| Épreuve / Édition           | Sprint                           | Sprint                           | 15 km                            | 15 km                            | Poursuite / Skiathlon 2 × 15 km | 30 km                            | 50 km                     | Relais                           | Relais                    |
| Épreuve / Édition           | libre                            | classique                        | libre                            | classique                        | Poursuite / Skiathlon 2 × 15 km | 30 km                            | 50 km                     | Sprint                           | 4 × 10 km                 |
| Mondiaux 2003 Val di Fiemme | 4e                               | Épreuve inexistante à cette date | Épreuve inexistante à cette date | —                                | 60e                             | —                                | 36e                       | Épreuve inexistante à cette date | —                         |
| Mondiaux 2005 Oberstdorf    | Épreuve inexistante à cette date | —                                | 19e                              | Épreuve inexistante à cette date | 17e                             | Épreuve inexistante à cette date | —                         | —                                | Médaille d'argent, monde  |
| Mondiaux 2007 Sapporo       | Épreuve inexistante à cette date | —                                | Médaille de bronze, monde        | Épreuve inexistante à cette date | Médaille d'argent, monde        | Épreuve inexistante à cette date | 4e                        | 4e                               | 4e                        |
| Mondiaux 2009 Liberec       | Épreuve inexistante à cette date | —                                | Épreuve inexistante à cette date | 9e                               | 7e                              | Épreuve inexistante à cette date | Médaille de bronze, monde | Médaille d'argent, monde         | Médaille d'argent, monde  |
| Mondiaux 2011 Oslo          | 9e                               | Épreuve inexistante à cette date | Épreuve inexistante à cette date | 9e                               | 8e                              | Épreuve inexistante à cette date | 6e                        | —                                | Médaille de bronze, monde |
| Mondiaux 2013 Val di Fiemme | Épreuve inexistante à cette date | —                                | 42e                              | Épreuve inexistante à cette date | 9e                              | Épreuve inexistante à cette date | 13e                       | —                                | 7e                        |

### Coupe du monde
Tobias Angerer remporte à deux reprises le classement général de coupe du monde, en 2006 avec 829 points et 2007 avec 831 points. Il remporte lors de ces deux saisons le classement final de la longue distance. En 2005, il termine troisième de ce dernier classement.
Tobias Angerer prend part à 260 courses individuelles depuis le 27 décembre 1998 lors d'un sprint à Garmisch-Partenkirchen. Il obtient 28 podiums dont onze victoires, cinq deuxièmes places et 12 troisièmes places. Il obtient également  22 podiums par équipes, cinq victoires, huit deuxièmes places et neuf troisièmes places.
Lors des courses par étapes, il remporte la première édition du tour de ski, en 2006-2007. Lors de ces courses par étapes, il termine une fois deuxième, lors des Finales 2010, et trois fois à la troisième place, deux courses à Oberstdorf lors du tour de ski 2007 et une lors des Finales 2009.

#### Détail des victoires
| Épreuve / Édition | 15 km     | 15 km     | 30 km          | 30 km              | 30 km poursuite               | Courses à étapes |
| Épreuve / Édition | libre     | classique | libre          | classique          | 15 km classique + 15 km libre |                  |
| 2004              |           |           |                |                    | Falun                         |                  |
| 2006              |           | Kuusamo   | Lago di Tesero | Canmore Oberstdorf | Vernon                        |                  |
| 2007              | Changchun |           | La Clusaz      |                    | Falun                         | Tour de ski      |
| 2009              | Rybinsk   |           |                |                    |                               |                  |

#### Classements par saison
| Saison / Épreuve | Général | Général | Distance | Distance | Sprint | Sprint |
| ---------------- | ------- | ------- | -------- | -------- | ------ | ------ |
| Saison / Épreuve | Place   | Points  | Place    | Points   | Place  | Points |
| 1998-1999        |         |         |          |          | 84     | 9      |
| 2000-2001        | 84      | 22      |          |          | 65     | 8      |
| 2001-2002        | 14      | 231     |          |          | 17     | 109    |
| 2002-2003        | 13      | 312     |          |          | 19     | 108    |
| 2003-2004        | 4       | 582     | 5        | 488      | 21     | 94     |
| 2004-2005        | 4       | 439     | 3        | 402      | 33     | 37     |
| 2005-2006        | 1       | 829     | 1        | 793      | 44     | 36     |
| 2006-2007        | 1       | 1131    | 1        | 592      | 13     | 139    |
| 2007-2008        | 16      | 401     | 11       | 289      | 52     | 40     |
| 2008-2009        | 15      | 450     | 9        | 378      |        |        |
| 2009-2010        | 14      | 412     | 15       | 242      | 24     | 98     |
| 2010-2011        | 41      | 188     | 28       | 147      | 114    | 1      |
| 2011-2012        | 11      | 646     | 11       | 481      | 83     | 11     |
| 2012-2013        | 14      | 460     | 9        | 368      | 81     | 14     |
| 2013-2014        | 94      | 46      | 56       | 46       |        |        |

### Coupe marathon
- 1 podium : deuxième de la Dolomitenlauf en 2010.

### Championnats du monde junior
Tobias Angerer participe à deux éditions des championnats du monde junior, à Asiago en 1996, terminant 18e d'un dix kilomètres classique, et à Canmore l'année suivante où il 28e du dix kilomètres classique et 26e du trente kilomètre libre.
| Épreuve / Édition     | 10 km (classique) | 30 km (libre) |
| Mondiaux 1996 Asiago  | 18e               | —             |
| Mondiaux 1997 Canmore | 28e               | 26e           |